# Rodolfo Quezada Toruño
Rodolfo Quezada Toruño (ur. 8 marca 1932 w Ciudad de Guatemala, zm. 4 czerwca 2012 tamże) – gwatemalski duchowny katolicki, arcybiskup miasta Gwatemala, przewodniczący Konferencji Episkopatu Gwatemali, kardynał.

## Życiorys
Studiował w seminarium Św. Józefa w San Salvadorze w Salwadorze, następnie na austriackim Uniwersytecie w Innsbrucku (gdzie obronił w 1959 licencjat z teologii) i na Papieskim Uniwersytecie Gregoriańskim w Rzymie (1962 doktor prawa kanonicznego). Tytuły naukowe uzyskiwał już jako kapłan - przyjął święcenia 21 września 1956 w mieście Gwatemala z rąk miejscowego metropolity Mariano Rossella. W archidiecezji Gwatemala pełnił szereg funkcji kurialnych, był m.in. wicekanclerzem i obrońcą węzła małżeńskiego w trybunale metropolitalnym. Działał także jako kapelan organizacji studenckich i młodzieżowych; wykładał na wielu uczelniach, m.in. Salezjańskim Instytucie Teologicznym w Gwatemali (prawo kanoniczne) i na Uniwersytecie Św. Karola w Gwatemali (etykę zawodową w szkole służb socjalnych). Był też rektorem kilku seminariów. W sierpniu 1968 otrzymał honorowy tytuł kapelana Jego Świątobliwości. Został wybrany na członka szeregu akademii i towarzystw naukowych, m.in. Akademii Geografii i Historii Gwatemali (1967), a także podobnych akademii w Hiszpanii, Salwadorze, Hondurasie, Kostaryce, Dominikanie, Argentynie, Wenezueli i Urugwaju.
W kwietniu 1972 papież Paweł VI mianował go biskupem pomocniczym Zacapa, ze stolicą tytularną Gadiaufala; sakry nowemu biskupowi udzielił 13 maja 1972 w Gwatemali nuncjusz Girolamo Prigione. Od września 1975 Quezada nosił tytuł koadiutora Zacapa (z prawem następstwa) i wstąpił na stolicę biskupią 16 lutego 1980. Brał udział w obradach III Konferencji Generalnej Episkopatów Latynoamerykańskich w Puebla w Meksyku w styczniu i lutym 1979, a także sesjach Światowego Synodu Biskupów w Watykanie. W latach 1988–1992 i ponownie w latach 2004–2007 pełnił funkcję przewodniczącego Konferencji Episkopatu Gwatemali.
Odegrał znaczącą rolę w wewnętrznym procesie pokojowym w Gwatemali. Był mediatorem między rządem a partyzantką Narodowego Rewolucyjnego Zjednoczenia Gwatemali i przyczynił się do zakończenia trwającej 36 lat wojny domowej (1996). Wraz z biskupem Juanem Gerardim (zamordowanym w kwietniu 1998) wchodził w skład Komisji Pojednania Narodowego, a w latach 1987–1993 jej przewodniczył. Działał w organizacjach na rzecz praw człowieka.
19 czerwca 2001 został promowany na arcybiskupa miasta Gwatemala, a 21 października 2003 odebrał z rąk Jana Pawła II nominację kardynalską; otrzymał tytuł prezbitera San Saturnino. W listopadzie 2003 przewodniczył obradom II Amerykańskiego Kongresu Misyjnego w mieście Gwatemala.
Brał udział w konklawe 2005, które wybrało papieża Benedykta XVI.
2 października 2010 przeszedł na emeryturę. Jego następcą Benedykt XVI mianował bp. Oscara Julio Viana Moralesa. 8 marca 2012 stracił prawo wyboru papieża w konklawe z powodu ukończenia 80. roku życia.